# Coppa del Mondo di skeleton 1999
La Coppa del Mondo di skeleton 1998/99, tredicesima edizione della manifestazione organizzata dalla Federazione Internazionale di Bob e Skeleton, è iniziata il 5 dicembre 1998 a Park City, negli Stati Uniti, e si è conclusa il 6 febbraio 1999 a Schönau am Königssee, in Germania. Furono disputate otto gare: quattro per quanto concerne gli uomini e altrettante per le donne in quattro località diverse.
Nel corso della stagione si tennero anche i campionati mondiali di Altenberg 1999, in Germania, competizione non valida ai fini della Coppa del Mondo.
Vincitori delle coppe di cristallo, trofeo conferito ai vincitori del circuito, furono il tedesco Andy Böhme per gli uomini, alla sua prima affermazione nel massimo circuito mondiale, e la connazionale Steffi Hanzlik per le donne, al suo secondo trofeo dopo quello conquistato nella stagione 1996/97.

## Risultati

### Uomini
| Data             | Località             | Primi classificati       | Secondi classificati  | Terzi classificati      |
| ---------------- | -------------------- | ------------------------ | --------------------- | ----------------------- |
| 5 dicembre 1998  | Park City            | Alain Wicki Svizzera     | Ryan Davenport Canada | Andy Böhme Germania     |
| 13 dicembre 1998 | Calgary              | Ryan Davenport Canada    | Andy Böhme Germania   | Jim Shea Stati Uniti    |
| 31 gennaio 1999  | Igls                 | Willi Schneider Germania | Alex Müller Austria   | Andy Böhme Germania     |
| 6 febbraio 1999  | Schönau am Königssee | Andy Böhme Germania      | Alex Müller Austria   | Kazuhiro Koshi Giappone |

### Donne
| Data             | Località             | Prime classificate      | Seconde classificate   | Terze classificate     |
| ---------------- | -------------------- | ----------------------- | ---------------------- | ---------------------- |
| 5 dicembre 1998  | Park City            | Steffi Hanzlik Germania | Maya Bieri Svizzera    | Ursi Walliser Svizzera |
| 13 dicembre 1998 | Calgary              | Steffi Hanzlik Germania | Michelle Kelly Canada  | Maya Bieri Svizzera    |
| 31 gennaio 1999  | Igls                 | Steffi Hanzlik Germania | Ursi Walliser Svizzera | Maya Bieri Svizzera    |
| 6 febbraio 1999  | Schönau am Königssee | Steffi Hanzlik Germania | Ursi Walliser Svizzera | Michelle Kelly Canada  |

## Classifiche

### Uomini
| Pos. | Nome pilota     | Nazione     | CAL | NAG | LIL | WIN | Punti |
| ---- | --------------- | ----------- | --- | --- | --- | --- | ----- |
| 1    | Andy Böhme      | Germania    | 3   | 2   | 3   | 1   | 172   |
| 2    | Ryan Davenport  | Canada      | 2   | 1   | 11  | 4   | 144   |
| 3    | Jim Shea        | Stati Uniti | 4   | 3   | 6   | 5   | 132   |
| 4    | Willi Schneider | Germania    | 5   | 7   | 1   | 18  | 113   |
| 5    | Alex Müller     | Austria     | 18  | 11  | 2   | 2   | 111   |
| 6    | Kazuhiro Koshi  | Giappone    | 8   | 6   | 7   | 3   | 111   |
| 7    | Kristan Bromley | Regno Unito | 10  | 8   | 4   | 7   | 97    |
| 8    | Alain Wicki     | Svizzera    | 1   | 5   | -   | -   | 81    |
| 9    | Jeff Pain       | Canada      | 9   | 4   | 15  | 15  | 76    |
| 10   | Franz Plangger  | Austria     | 6   | 12  | 13  | 12  | 68    |

### Donne
| Pos. | Nome pilota           | Nazione     | CAL | NAG | LIL | WIN | Punti |
| ---- | --------------------- | ----------- | --- | --- | --- | --- | ----- |
| 1    | Steffi Hanzlik        | Germania    | 1   | 1   | 1   | 1   | 100   |
| 2    | Ursi Walliser         | Svizzera    | 3   | 6   | 2   | 2   | 71    |
| 3    | Maya Bieri            | Svizzera    | 2   | 3   | 3   | 5   | 70    |
| 4    | Michelle Kelly        | Canada      | 4   | 2   | 9   | 3   | 61    |
| 5    | Mellisa Hollingsworth | Canada      | 5   | 5   | 4   | 7   | 50    |
| 6    | Alex Hamilton         | Regno Unito | 7   | 7   | 6   | 6   | 40    |
| 7    | Deanna Panting        | Canada      | 6   | 4   | 11  | 16  | 31    |
| 8    | Diana Sartor          | Germania    | -   | -   | 6   | 4   | 26    |
| 9    | Tanja Morel           | Svizzera    | 8   | 12  | 10  | 8   | 26    |
| 10   | Astrid Ebner          | Austria     | 13  | 10  | 4   | 17  | 24    |